# Dorfkirche Sommerstorf

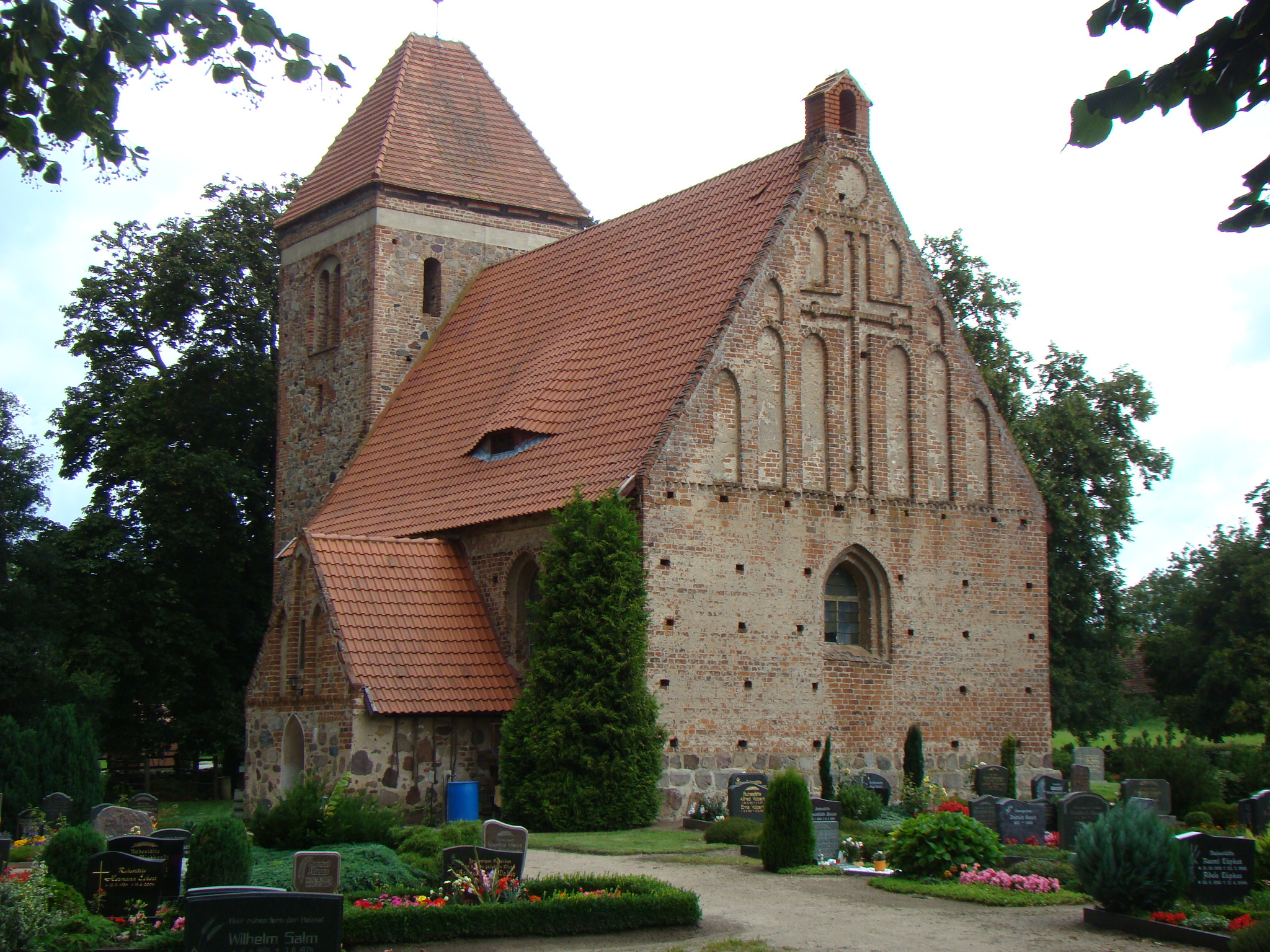
Dorfkirche in Sommerstorf

Die Dorfkirche in Sommerstorf, einem Ortsteil von Grabowhöfe im Landkreis Mecklenburgische Seenplatte in Mecklenburg-Vorpommern, ist ein gotischer Backsteinbau auf Feldsteinsockel aus der Zeit um 1300. Der Turm und die südliche Vorhalle wurden wahrscheinlich Anfang des 15. Jahrhunderts aus Feldsteinen errichtet.
Bis zum Dreißigjährigen Krieg hatte Sommerstorf eine eigene Pfarrstelle, danach war die Gemeinde Filiale von Vielist. Als bekanntester Täufling der Kirche gilt der Dichter Johann Heinrich Voß (1751–1826).
Das Langhaus weist im Inneren zwei Joche mit Kreuzrippengewölbe auf. Der Ostgiebel zeigt außen Spitzbogen- und Kreuzblenden. Die Vorhalle besitzt ebenfalls einen Blendengiebel.
Der barocke Kanzelaltar stammt aus dem späten 18. Jahrhundert. Er ist mit 13 geschnitzten Figuren von Christus und den 12 Aposteln geschmückt, die aus einem älteren Altar aus der Zeit um 1500 stammen. Zur Ausstattung zählt außerdem ein Opferstock aus dem 17. Jahrhundert. Von den ursprünglich drei Glocken ist eine bei C. Oberg gegossene Bronzeglocke aus dem Jahr 1893 erhalten.